# AonA
AonA（あおな）は、アップフロントプロモーション（旧：アップフロントエージェンシー）札幌支社所属のローカルタレントユニット。

## グループ概要
アップフロント札幌支社で、主に北海道を中心に活動するタレントの大西暁子、辻田沙織、伊藤沙菜の3人が結成した。ユニット名は3人の氏名のアルファベットの一部（AKIKO、SAORI、SANA）から取ったものである。
3人は全員が道産子（北海道内生まれ）であるということで、地元に密着した「地産地消」ならぬ「地産地ショー」型アイドルユニットを目指して取り組んでおり、2010年9月にデビューライブを開催。2011年3月にはセカンドライブを「We are 座 AonA」というタイトルで行う。歌・踊り・コント・トーク・演劇と幅広いライブ活動を行っていた。
現在はメンバー全員が結婚しタレント伊藤以外が芸能活動を離れたことから、事実上の解散となった。

## 出演番組
- 産地直送!カントリー娘。（STVラジオ）

里田まいが担当する番組の2010年度ナイターオフ期間のコーナー「産直!取れたて情報」を担当。基本的に大西→辻田→伊藤の順で2週間ごとのローテーションを組んで出演し、自らのライブ活動や近況、ハロー!プロジェクトや地元北海道で活躍する歌手、あるいは道内での音楽コンサートの情報を提供している
- なおメンバー3人個別の出演については各人の項目を読まれたい。